# 포메라니아 공작의 성

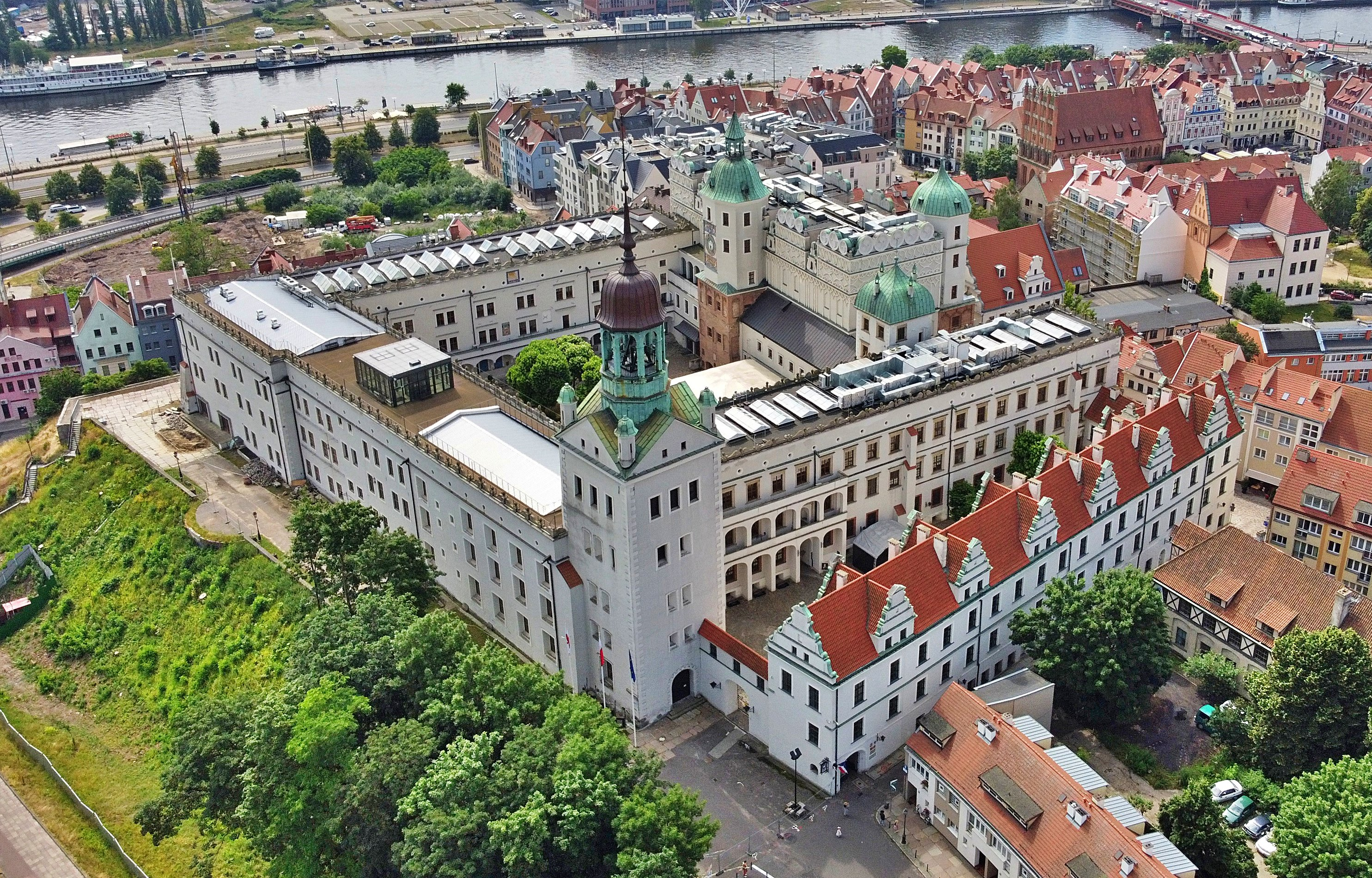
포메라니아 공작의 성

포메라니아 공작의 성(폴란드어: Zamek Książąt Pomorskich)은 폴란드 서포모제주 슈체친에 있는 르네상스 양식의 성이다. 이 성은 1121년부터 1637년까지 포메라니아 공국을 통치했던 그리프가의 포메라니아-슈테틴 공작의 소재지였다. 건물의 역사는 바르님 3세 공작이 공작 주택 단지 건설을 시작한 1346년에 시작되었으며, 1428년까지 카시미르 5세 통치하에 확장되어 성을 형성했다. 현재는 폴란드 서포모제주에서 가장 큰 문화 센터 중 하나다.